# Veera Kivirinta
Veera Kivirinta (6 de abril de 1995) es una deportista finlandesa que compite en natación, especialista en el estilo braza. Ganó una medalla de plata en el Campeonato Europeo de Natación de 2024, en la prueba de 50 m braza.

## Palmarés internacional
| Campeonato Europeo | Campeonato Europeo | Campeonato Europeo | Campeonato Europeo |
| Año                | Lugar              | Medalla            | Prueba             |
| ------------------ | ------------------ | ------------------ | ------------------ |
| 2024               | Belgrado (Serbia)  | Medalla de plata   | 50 m braza         |